# 11730 Yanhua
11730 Yanhua eller 1998 KO31 är en asteroid i huvudbältet som upptäcktes den 22 maj 1998 av LINEAR i Socorro County, New Mexico. Den är uppkallad efter Yan Hua.
Asteroiden har en diameter på ungefär 3 kilometer.